# Kobyla Góra (Wysoczyzna Choczewska)
Kobyla Góra – wzniesienie o wysokości 120,9 m n.p.m. na Wysoczyźnie Choczewskiej, położone w woj. pomorskim, w powiecie lęborskim, na obszarze gminy Wicko.
Kobyla Góra znajduje się pomiędzy wsiami Roszczyce i Strzeszewo.
Nazwę Kobyla Góra wprowadzono urzędowo w 1949 roku, zastępując poprzednią niemiecką nazwę Kobellinker Berg.